# Tighennif (Mascara)
Tighennif (în arabă تيغنيف) este o comună din provincia Mascara, Algeria.
Populația comunei este de 62.210 locuitori (2008).